# Матвейково (Буйский район)
Матвейково — деревня в Буйском районе Костромской области. Входит в состав Барановского сельского поселения.

## География
Находится в западной части Костромской области на расстоянии приблизительно 4 км на восток по прямой от районного центра города Буй.

## История
В 1872 году здесь было учтено 15 дворов, в 1907 году — 39.

## Население
Постоянное население составляло 126 человек (1872 год), 219 (1897), 235 (1907), 4 в 2002 году (русские 100 %), 3 в 2022.